# Tóth Miklós (püspök)
Tóth Miklós (Munkács, 1833. augusztus 10. – Eperjes, 1882. május 21.) görögkatolikus megyéspüspök.

## Életpályája
Kántor családban született. Az általános iskola után Szatmárnémetiben folytatta a középiskolát, ahol filozófiát tanult. 1857. december 18-án munkácsi egyházmegyésként szentelték pappá. 1860-ban a pesti egyetemen teológiai doktor, majd Ungváron spirituális és teolológia tanár lett. 1872-ben Budapesten a teológia fakultás erkölcstudományi tanára lett. 1873-ban munkácsi kanonok lett. 1876. április 3-án kinevezték eperjesi megyés püspökké. Felszentelésére 1876. május 21-én került sor Ungváron. 1880-ban megnyitotta az eperjesi szemináriumot. Utóda 1882-ben Vályi János lett.
Felújíttatta a székesegyházat. Egyházmegyéjében canonica visitatiót tartott. Papjainak megtiltotta a szakáll viselését; emiatt feljelentették Rómában a K-i fegyelem megsértéséért. Támogatta a hajdúdorogi egyházmegye felállításának törekvését.